# Rallye du Portugal 2010
Le Rallye du Portugal 2010 est le 6e rallye du Championnat du monde des rallyes 2010.

## Résultats
| Rang              | Pilote            | Copilote            | Numéro            | Voiture                 | Écurie                    | Temps             | Écart             | Points            |
| Toutes catégories | Toutes catégories | Toutes catégories   | Toutes catégories | Toutes catégories       | Toutes catégories         | Toutes catégories | Toutes catégories | Toutes catégories |
| ----------------- | ----------------- | ------------------- | ----------------- | ----------------------- | ------------------------- | ----------------- | ----------------- | ----------------- |
| 1.                | Sébastien Ogier   | Julien Ingrassia    | 7                 | Citroën C4 WRC          | Citroën Junior Team       | 3 h 51 min 16 s 1 |                   | 25                |
| 2.                | Sébastien Loeb    | Daniel Elena        | 1                 | Citroën C4 WRC          | Citroën Total WRT         | 3 h 51 min 24 s 0 | 7 s 9             | 18                |
| 3.                | Dani Sordo        | Marc Martí          | 2                 | Citroën C4 WRC          | Citroën Total WRT         | 3 h 52 min 33 s 7 | 1 min 17 s 6      | 15                |
| 4.                | Mikko Hirvonen    | Jarmo Lehtinen      | 3                 | Ford Focus RS WRC 09    | BP Ford Abu Dhabi WRT     | 3 h 52 min 48 s 1 | 1 min 32 s 0      | 12                |
| 5.                | Petter Solberg    | Phil Mills          | 11                | Citroën C4 WRC          | Petter Solberg WRT        | 3 h 52 min 51 s 8 | 1 min 35 s 7      | 10                |
| 6.                | Matthew Wilson    | Scott Martin        | 5                 | Ford Focus RS WRC 08    | M-Sport Stobart Ford WRT  | 3 h 58 min 26 s 2 | 7 min 10 s 1      | 8                 |
| 7.                | Mads Østberg      | Jonas Andersson     | 12                | Subaru Impreza WRC 2008 | Adapta Motorsport         | 3 h 58 min 44 s 4 | 7 min 28 s 3      | 6                 |
| 8.                | Federico Villagra | Jorge Pérez Companc | 9                 | Ford Focus RS WRC 08    | Munchi's Ford WRT         | 4 h 01 min 52 s 2 | 10 min 36 s 1     | 4                 |
| 9.                | Khalid Al Qassimi | Michael Orr         | 14                | Ford Focus RS WRC 08    | BP Ford Abu Dhabi WRT     | 4 h 02 min 11 s 9 | 10 min 55 s 8     | 2                 |
| 10.               | Kimi Räikkönen    | Kaj Lindström       | 8                 | Citroën C4 WRC          | Citroën Junior Team       | 4 h 02 min 50 s 4 | 11 min 34 s 3     | 1                 |
| S-WRC             |                   |                     |                   |                         |                           |                   |                   |                   |
| 1. (11.)          | Jari Ketomaa      | Mika Stenberg       | 29                | Ford Fiesta S2000       | Shanghai FCACA Rally Team | 4 h 07 min 36 s 1 |                   | 25                |

## Spéciales chronométrées
| Étape         | Spéciale | Heure   | Nom                    | Distance (km) | Vainqueur         | Temps         | Vit. moy. (km/h) | Leader          |
| ------------- | -------- | ------- | ---------------------- | ------------- | ----------------- | ------------- | ---------------- | --------------- |
| 1 (27–28 mai) | SS1      | 20 h 30 | Estádio Algarve 1      | 2,03          | Mikko Hirvonen    | 2 min 09 s 3  | 56,52            | Mikko Hirvonen  |
| 1 (27–28 mai) | SS2      | 09 h 30 | Santa Clara 1          | 22,72         | Dani Sordo        | 14 min 09 s 3 | 96,31            | Dani Sordo      |
| 1 (27–28 mai) | SS3      | 10 h 18 | Ourique 1              | 20,21         | Sébastien Ogier   | 13 min 02 s 5 | 92,98            | Dani Sordo      |
| 1 (27–28 mai) | SS4      | 11 h 16 | Silves 1               | 21,36         | Sébastien Ogier   | 12 min 06 s 3 | 105,87           | Sébastien Ogier |
| 1 (27–28 mai) | SS5      | 14 h 10 | Santa Clara 2          | 22,72         | Sébastien Ogier   | 13 min 54 s 9 | 97,97            | Sébastien Ogier |
| 1 (27–28 mai) | SS6      | 14 h 58 | Ourique 2              | 20,21         | Sébastien Ogier   | 13 min 03 s 8 | 92,82            | Sébastien Ogier |
| 1 (27–28 mai) | SS7      | 15 h 56 | Silves 2               | 21,36         | Sébastien Ogier   | 12 min 05 s 5 | 105,99           | Sébastien Ogier |
| 2 (29 mai)    | SS8      | 09 h 27 | Almodovar 1            | 26,20         | Sébastien Loeb    | 16 min 40 s 4 | 94,28            | Sébastien Ogier |
| 2 (29 mai)    | SS9      | 10 h 20 | Vascão 1               | 25,23         | Sébastien Loeb    | 16 min 31 s 2 | 91,63            | Sébastien Ogier |
| 2 (29 mai)    | SS10     | 11 h 25 | São Brás de Alportel 1 | 16,12         | Petter Solberg    | 11 min 43 s 4 | 82,50            | Sébastien Ogier |
| 2 (29 mai)    | SS11     | 14 h 07 | Almodovar 2            | 26,20         | Sébastien Ogier   | 16 min 38 s 7 | 94,44            | Sébastien Ogier |
| 2 (29 mai)    | SS12     | 15 h 00 | Vascão 2               | 25,23         | Sébastien Loeb    | 16 min 29 s 2 | 91,82            | Sébastien Ogier |
| 2 (29 mai)    | SS13     | 16 h 05 | São Brás de Alportel 2 | 16,12         | Sébastien Loeb    | 11 min 39 s 9 | 82,91            | Sébastien Ogier |
| 3 (30 mai)    | SS14     | 07 h 18 | Felizes 1              | 21,28         | Sébastien Loeb    | 13 min 35 s 6 | 93,93            | Sébastien Ogier |
| 3 (30 mai)    | SS15     | 08 h 09 | Loulé 1                | 22,51         | Sébastien Loeb    | 15 min 22 s 7 | 87,82            | Sébastien Ogier |
| 3 (30 mai)    | SS16     | 10 h 48 | Felizes 2              | 21,28         | Sébastien Loeb    | 13 min 37 s 1 | 93,76            | Sébastien Ogier |
| 3 (30 mai)    | SS17     | 11 h 39 | Loulé 2                | 22,51         | Sébastien Loeb    | 15 min 27 s 3 | 87,39            | Sébastien Ogier |
| 3 (30 mai)    | SS18     | 13 h 55 | Estádio Algarve 2      | 2,03          | Federico Villagra | 2 min 09 s 9  | 56,26            | Sébastien Ogier |

## Classements au championnat après l'épreuve

### Classement des pilotes
| Rang | Pilote               | Rallyes | Rallyes | Rallyes | Rallyes | Rallyes | Rallyes | Rallyes | Rallyes | Rallyes | Rallyes | Rallyes | Rallyes | Rallyes | Total points |
| Rang | Pilote               | SUE     | MEX     | JOR     | TUR     | NZL     | POR     | BUL     | FIN     | GER     | JPN     | FRA     | ESP     | GBR     | Total points |
| ---- | -------------------- | ------- | ------- | ------- | ------- | ------- | ------- | ------- | ------- | ------- | ------- | ------- | ------- | ------- | ------------ |
| 1er  | Sébastien Loeb       | 18      | 25      | 25      | 25      | 15      | 18      | -       | -       | -       | -       | -       | -       | -       | 126          |
| 2e   | Sébastien Ogier      | 10      | 15      | 8       | 12      | 18      | 25      | -       | -       | -       | -       | -       | -       | -       | 88           |
| 3e   | Mikko Hirvonen       | 25      | 12      | Ab.     | 15      | 12      | 12      | -       | -       | -       | -       | -       | -       | -       | 76           |
| 4e   | Jari-Matti Latvala   | 15      | 10      | 18      | 4       | 25      | Ab.     | -       | -       | -       | -       | -       | -       | -       | 72           |
| 5e   | Petter Solberg       | 2       | 18      | 15      | 18      | Ab.     | 10      | -       | -       | -       | -       | -       | -       | -       | 63           |
| 6e   | Daniel Sordo         | 12      | 0       | 12      | Ab.     | 10      | 15      | -       | -       | -       | -       | -       | -       | -       | 49           |
| 7e   | Matthew Wilson       | 6       | 0       | 10      | 6       | 8       | 8       | -       | -       | -       | -       | -       | -       | -       | 38           |
| 8e   | Federico Villagra    | -       | 6       | 6       | 8       | 2       | 4       | -       | -       | -       | -       | -       | -       | -       | 26           |
| 9e   | Henning Solberg      | 8       | 8       | 2       | 0       | 6       | Ab.     | -       | -       | -       | -       | -       | -       | -       | 24           |
| 10e  | Kimi Räikkönen       | 0       | Ab.     | 4       | 10      | -       | 1       | -       | -       | -       | -       | -       | -       | -       | 14           |
| 11e  | Mads Østberg         | 4       | -       | -       | -       | -       | 6       | -       | -       | -       | -       | -       | -       | -       | 10           |
| 12e  | Xavier Pons          | -       | 4       | 1       | -       | 1       | 0       | -       | -       | -       | -       | -       | -       | -       | 6            |
| 13e  | Jari Ketomaa         | -       | -       | -       | 0       | 4       | 0       | -       | -       | -       | -       | -       | -       | -       | 4            |
| 14e  | Martin Prokop        | 0       | 2       | -       | -       | 0       | -       | -       | -       | -       | -       | -       |         | -       | 2            |
| 14e  | Dennis Kuipers (en)  | 0       | -       | -       | 2       | -       | 0       | -       | -       | -       | -       | -       | -       | -       | 2            |
| 14e  | Khalid Al-Quassimi   | -       | -       | -       | -       | -       | 2       | -       | -       | -       | -       | -       | -       | -       | 2            |
| 17e  | Armindo Araujo       | 0       | 1       | 0       | -       | -       | 0       | -       | -       | -       | -       | -       | -       | -       | 1            |
| 17e  | Per-Gunnar Andersson | 1       | -       | 0       | -       | -       | 0       | -       | -       | -       | -       | -       | -       | -       | 1            |
| 17e  | Aaron Burkart        | -       | -       | -       | 1       | -       | 0       | -       | -       | -       | -       | -       | -       | -       | 1            |

| Couleur | Résultat                                                         |
| ------- | ---------------------------------------------------------------- |
| Or      | Vainqueur                                                        |
| Argent  | 2e place                                                         |
| Bronze  | 3e place                                                         |
| Vert    | Classé, dans les points                                          |
| Bleu    | Classé, hors des points Non classé (Nc.)                         |
| Mauve   | Abandon (Ab.) Retrait (Re.)                                      |
| Noir    | Disqualifié (Dq.)                                                |
| Blanc   | N'a pas pris le départ (Np.) Forfait (Forf.) Épreuve annulée (A) |
| Aucune  | N'a pas participé (-)                                            |

### Classement des constructeurs
| Rang | Équipe                             | Rallyes | Rallyes | Rallyes | Rallyes | Rallyes | Rallyes | Rallyes | Rallyes | Rallyes | Rallyes | Rallyes | Rallyes | Rallyes | Total points |
| Rang | Équipe                             | SUE     | MEX     | JOR     | TUR     | NZL     | POR     | BUL     | FIN     | GER     | JPN     | FRA     | ESP     | GBR     | Total points |
| ---- | ---------------------------------- | ------- | ------- | ------- | ------- | ------- | ------- | ------- | ------- | ------- | ------- | ------- | ------- | ------- | ------------ |
| 1er  | Citroën Total World Rally Team     | 30      | 31      | 40      | 25      | 30      | 33      | -       | -       | -       | -       | -       | -       | -       | 189          |
| 2e   | BP Ford Abu Dhabi World Rally Team | 40      | 27      | 20      | 24      | 40      | 12      | -       | -       | -       | -       | -       | -       | -       | 163          |
| 3e   | Citroën Junior Team                | 14      | 18      | 16      | 27      | -       | 31      | -       | -       | -       | -       | -       | -       | -       | 106          |
| 4e   | Stobart M-Sport Ford Rally Team    | 14      | 14      | 16      | 12      | 18      | 10      | -       | -       | -       | -       | -       | -       | -       | 84           |
| 5e   | Munchi's Ford World Rally Team     | -       | 8       | 8       | 10      | 6       | 8       | -       | -       | -       | -       | -       | -       | -       | 40           |